# بيتر بوير
بيتر بوير (بالإنجليزية: Peter Boyer)‏ هو ملحن أمريكي، ولد في 10 فبراير 1970 في بروفيدنس في الولايات المتحدة.

## وصلات خارجية
- الموقع الرسمي
- بيتر بوير على موقع IMDb (الإنجليزية)
- بيتر بوير على موقع ميوزك برينز (الإنجليزية)
- بيتر بوير على موقع ديسكوغز (الإنجليزية)